# Avanquest软件
Avanquest软件于1984年由Bruno Vanryb和Roger Politis在法国成立，当时取名为BVRP。它是面向消费者的软件开发和发行公司，在北美、欧洲和亚洲设有分公司。
它于1996年首次在巴黎證券交易所上市。